# Malipo

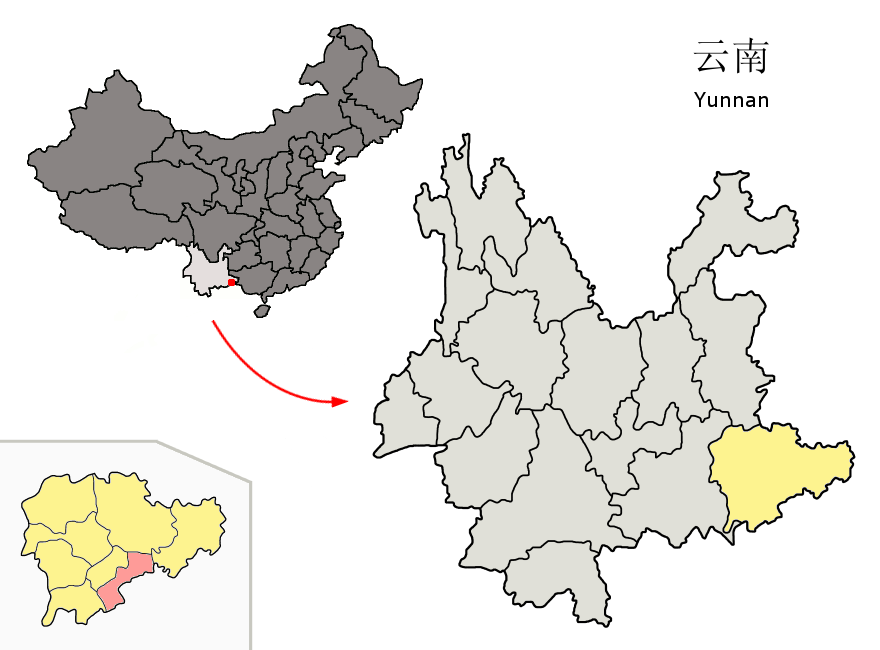
Lage des Kreises Malipo (rosa) in der bezirksfreien Stadt Wenshan (gelb)

Der Kreis Malipo (chinesisch 麻栗坡县, Pinyin Málìpō Xiàn) ist ein Kreis des Autonomen Bezirks Wenshan der Zhuang und Miao im Südosten der chinesischen Provinz Yunnan. Sein Hauptort ist die Großgemeinde Mali (麻栗镇). Der Kreis Malipo hat eine Fläche von 2.360 km² und zählt 243.587 Einwohner (Stand: Zensus 2020).

## Administrative Gliederung
Auf Gemeindeebene setzt sich der Kreis aus vier Großgemeinden und acht Gemeinden (davon eine Nationalitätengemeinde) zusammen. Diese sind:
、
- Großgemeinde Mali 麻栗镇
- Großgemeinde Daping 大坪镇
- Großgemeinde Donggan 董干镇
- Großgemeinde Tianbao 天保镇

- Gemeinde Mengdong der Yao 猛硐瑶族乡
- Gemeinde Xiajinchang 下金厂乡
- Gemeinde Babu 八布乡
- Gemeinde Liuhe 六河乡
- Gemeinde Yangwan 杨万乡
- Gemeinde Tiechang 铁厂乡
- Gemeinde Majie 马街乡